# Décès en 1066
Décès
- 1062
- 1063
- 1064
- 1065
- 1066
- 1067
- 1068
- 1069
- 1070

Cette page dresse une liste de personnalités mortes au cours de l'année 1066 :
- 5 janvier : Édouard le Confesseur, avant-dernier roi anglo-saxon d'Angleterre.
- 9 avril : Al-Bayhaqî, Abu Bakr Ahmad ibn Husayn Ibn 'Ali Ibn Moussa al-Khosrojerdi al-Bayhaqi , imam.
- 7 juin : Saint Gottschalk, prince slave martyr.
- 27 juin : Ariald de Carimate, diacre à la cathédrale de Milan.
- 30 juin : Thibaut de Provins, prêtre et saint de l’Église catholique.
- 15 août : Al-Qadi Abu Ya'la (en), Abū Yaʿlā Muḥammad ibn al-Ḥusayn Ibn al-Farrā, enseignant et juriste musulman.
- 27 juillet : Hugues de Salins, archevêque de Besançon.
- 25 septembre :
  - Harald Hardrada, roi de Norvège, tué à la bataille de Stamford Bridge.
  - Tostig Godwinson, ancien comte de Northumbrie, également tué à Stamford Bridge.
  - Eystein Orre, noble norvégien, également tué à Stamford Bridge.
  - Maria Haraldsdotter, princesse norvégienne, fille du roi Harald Hardrada.
- 14 octobre :
  - Harold Godwinson, dernier roi anglo-saxon d'Angleterre, tué à la bataille d'Hastings.
  - Gyrth Godwinson, frère du roi Harold, également tué à Hastings.
  - Léofwine Godwinson, frère du roi Harold, également tué à Hastings.
  - Ælfwig (en), abbé de New Minster, également tué à Hastings.
- novembre : Odon Stigand, baron normand.
- 21 novembre : Foulques « l'Oison », comte de Vendôme.
- 11 décembre : Conan II, duc de Bretagne.
- 30 décembre: Joseph ibn Nagrela, rabbin et homme d'État andalou.

- Abu al-Hakam al-Kirmani (en), philosophe et enseignant musulman.
- Ali al-Sulayhi (en), sultan yéménite.
- Ibn Butlan, médecin et théologien chrétien de Bagdad, auteur du Tacuinum Sanitatis[1].
- Conrad de Pfullingen (en), archevêque de Trèves.
- Cresconius (en), évêque d'Iria Flavia et de Saint-Jacques-de-Compostelle.
- Eberhard (en), archevêque de Trèves.
- Étiennette de Foix, reine consort de Navarre.
- Godric (en), shérif de Berkshire et peut-être de Buckinghamshire.
- Guillaume Flaitel, évêque d'Évreux.
- Ordric (en), abbé d'Abingdon.
- Rostislav de Tmutarakan (en), Rostyslav Volodymyrovych,, princesse Tmoutarakan.
- Jean Scotus (en), évêque de Mecklembourg.
- Sigrid Svendsdatter, princesse danoise.
- Stenkil de Suède, roi de Suède.
- Śrīpati (en), astronome et mathématicien indien.
- Su Xun, écrivain chinois (né en 1009).
- Udayādityavarman II, roi d'Angkor.
- Yahyā d'Antioche, historien égyptien.

date incertaine (vers 1066)
- Herluin de Conteville, seigneur normand, qui reçut le titre de vicomte.

## Crédit d'auteurs
- Cet article est partiellement ou en totalité issu de l'article intitulé « 1066 » (voir la liste des auteurs).